# 東阿県
東阿県（とうあ-けん）は中華人民共和国山東省聊城市に位置する県。

## 歴史
隋代に東阿県より陽穀県が分割設置される。

## 行政区画
- 街道：銅城街道、新城街道
- 鎮：劉集鎮、牛角店鎮、大橋鎮、高集鎮、姜楼鎮、姚寨鎮、魚山鎮
- 郷：陳集郷

## 特産品
- 阿膠